# Desnà
El Desnà (en rus i ucraïnès: Десна) és un llarg riu europeu que discorre per Rússia i Ucraïna, un afluent del riu Dnipró o Dnièper. El nom del riu significa «la mà dreta», tant en ucraïnès modern com en l'antiga llengua eslava de l'est. Té una llargada de 1.130 km, de les quals 591 en territori ucraïnés, i una conca de 88.900 km².
A Ucraïna, el riu té una amplada de 60 a 250 m, amb una profunditat mitjana de 3 m. El seu cabal anual mitjà és de 360 m³/s. El riu queda gelat a partir dels primers dies de desembre fins a la primeria d'abril, i és navegable des de la ciutat ucraïnesa de Nóvhorod-Síverskyi (Но́вгород-Сі́верський) i al llarg de 535 km.

## Geografia
El Desnà neix als alts de Smolensk, a Rússia. Neix al sud-est de la ciutat de Smolensk (Смоленск), no gaire lluny de Ièlnia (Ельня), en un bosc prop del poble de Naleti. El Desnà flueix en direcció sud per una vall baixa i pantanosa cap a la ciutat de Briansk (Брянск), capital de l'óblast de Briansk.
Després de l'aiguabarreig amb el Seim (Сейм) prop de la frontera russoucraïnesa, el riu llavors es torna més ample, i es dividdeix en nombroses petites branques. La riba dreta disminueix un altre cop prop de la ciutat de Txerníhiv (Черні́гів), i una altra vegada prop d'un dels seus tributaris, l'Oster (Осте́р), on el Desnà travessa una plana baixa, fangonosa fins que finalment arribi a la desembocadura prop de Kíiv (Ки́їв), al riu Dnipró (rus: Днепр, Dnièper; belarús: Дняпро, Dniapró; ucraïnès: Дніпро́, Dnipró; tàtar de Crimea: Özü).

### Afluents
El Desnà té divuit afluents pel seu marge dret i tretze per l'esquerra. Els més importants són els següents:
- El Súdost (Су́дость): afluent pel marge dret, amb una llargada de 208 km i una conca de 5.850 km²
- El Snov (Снов): afluent pel marge dret, amb una llargada de 253 km i una conca de 8.700 km²
- El Seim (Сейм): afluent pel marge esquerre, amb una llargada de 748 km i una conca de 22.500 km²
- L'Oster (Осте́р): afluent pel marge esquerre, amb una llargada de 199 km i una conca de 2.950 km²